# Jasmine Cephas Jones
Jasmine Cephas Jones (Londra, 21 luglio 1989) è un'attrice e cantante statunitense, attiva in campo teatrale, cinematografico e televisivo.

## Biografia
Figlia dell'attore Ron Cephas Jones e della cantante jazz Kim Lesley, è nata a Londra e cresciuta a Brooklyn. Ha frequentato la Fiorello H. LaGuardia High School. Nel 2015 debutta nell'Off-Broadway con il musical Hamilton, in cui interpreta Maria Reynolds e Margarita "Peggy" Schuyler Van Rensselaer; nello stesso anno debutta a Broadway nella stessa parte. Per la sua performance vocale nell'album del musical, l'attrice ha vinto il Grammy Award al miglior album di un musical teatrale.

### Vita privata
Cephas Jones è stata fidanzata dal 2018 al 2021 con Anthony Ramos, suo collega in Hamilton.

## Filmografia

### Cinema
- Mistress America, regia di Noah Baumbach (2015)
- Dog Days, regia di Ken Marino (2018)
- Blindspotting, regia di Carlos Lopez Estrada (2018)
- Storia di un matrimonio (Marriage Story), regia di Noah Baumbach (2019)
- Hamilton, regia di Thomas Kail (2020)
- Honest Thief, regia di Mark Williams (2020)
- The Photograph - Gli scatti di mia madre (The Photograph), regia di Stella Meghie (2020)

### Televisione
- Blue Bloods - serie TV, 1 episodio (2013)
- Unforgettable - serie TV, 1 episodio (2014)
- Odd Mom Out - serie TV, 1 episodio (2016)
- Girls - serie TV, 2 episodi (2017)
- Midnight, Texas - serie TV, 2 episodi (2018)
- Mrs. Fletcher - miniserie TV, 5 puntate (2019)
- #FreeRayshawn - serie TV, 15 episodi (2020)
- Blindspotting - serie TV, 8 episodi (2021)

## Doppiatrici italiane
Nelle versioni in italiano delle opere in cui ha recitato, Jasmine Cephas Jones è stata doppiata da:
- Benedetta Degli Innocenti in Blue Bloods
- Joy Saltarelli in Mistress America
- Maria Giulia Ciucci in Dog Days
- Lucrezia Marricchi in Mrs. Fletcher

## Teatro
- The Loneliness of the Long Distance Runner, di Alan Sillitoe, regia di Leah C. Gardiner. Atlantic Stage 2 dell'Off Broadway (2014)
- Hamilton, libretto e colonna sonora di Lin-Manuel Miranda, regia di Thomas Kail. Public Theater dell'Off Broadway, Richard Rodgers Theatre di Broadway (2015)
- Cyrano, libretto di Anthony Burgess, colonna sonora di Michael J. Lewis, regia di Erica Schmidt. Daryl Roth Theatre dell'Off Broadway (2019)